# Broad Canyon Wilderness
Pour les articles homonymes, voir Broad.
La Broad Canyon Wilderness est une aire protégée du Nouveau-Mexique, aux États-Unis. Cette Wilderness Area créée en 2019 s'étend sur 56,3 km2 au sein de l'Organ Mountains-Desert Peaks National Monument. Elle est administrée par le Bureau of Land Management.